# SS Princess Sophia
O SS Princess Sophia foi um navio de passageiros construído em aço na frota de serviço costeiro da Canadian Pacific Railway (CPR). Junto com SS Princess Adelaide, SS Princess Alice e SS Princess Mary, Princesa Sophia foi um dos quatro navios semelhantes construídos para RCP durante 1910-1911.
Em 25 de outubro de 1918, o Princess Sophia afundou com a perda de todos a bordo após encalhar no recife Vanderbilt no Canal Lynn perto de Juneau, Território do Alasca . Todas as 364 pessoas morreram no naufrágio, tornando o naufrágio do Sophia o pior acidente marítimo da história da Colúmbia Britânica e do Alasca. E conhecido também como o "Titanic do Alasca"

## Passagem Interna
Começando em 1901, a Canadian Pacific Railway (CPR) operou uma linha de navios a vapor na costa oeste do Canadá e na costa sudeste do Alasca . A rota de Victoria e Vancouver, na Colúmbia Britânica, passava pelos canais sinuosos e fiordes ao longo da costa, parando nas principais cidades para passageiros, carga e correio. Esta rota ainda hoje é importante e é chamada de Passagem Interior . Os principais portos de escala ao longo da Passagem Interna incluem Prince Rupert e Alert Bay na Colúmbia Britânica, e Wrangell, Ketchikan, Juneau e Skagway no Alasca.

## O transatlântico

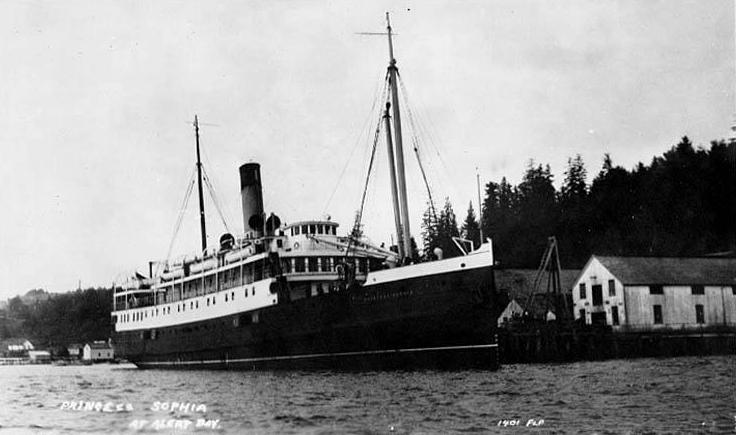
O Princesa Sophia em Alert Bay, Colúmbia Britânica. Uma cena típica de um transatlântico fazendo escala em um porto na costa oeste do Canadá

Muitos tipos diferentes de embarcações navegavam na Passagem Interna, mas o tipo dominante em rotas mais longas era o " transatlântico costeiro ". Um navio costeiro era um navio que, se necessário, poderia suportar condições oceânicas severas, mas em geral deveria operar em águas costeiras relativamente protegidas. Por exemplo, como navio costeiro, o Princess Sophia só teria licença para transportar passageiros num raio de 50 milhas náuticas (93 km; 58 mi)   do litoral. Os navios costeiros transportavam passageiros e carga e eram muitas vezes a única ligação que as comunidades costeiras isoladas tinham com o mundo exterior. Originalmente, os transatlânticos eram construídos em madeira e continuaram a sê-lo até bem depois da época em que os transatlânticos passaram a ser construídos em ferro e depois em aço . Depois que vários naufrágios na Passagem Interna e em outras áreas do Noroeste do Pacífico mostraram a fraqueza dos cascos de madeira, o CPR mudou para a construção em aço para todos os novos navios.
Sophia também era chamada de "transatlântico de bolso" porque oferecia comodidades como um grande transatlântico, mas em menor escala. O navio fazia parte da CPR " Frota Princesa ", que era composta por navios com nomes que começavam com o título "Princesa".

## Design e construção
O Princesa Sophia era um navio a vapor de 2,320 toneladas registradas brutas (TAB) e 1,466 toneladas de registro líquido (NRT), construído por Bow, McLachlan and Company em Paisley, Escócia, Reino Unido. Uma embarcação forte e durável, ela foi construída em aço com casco duplo . Sophia era capaz de lidar com mais do que apenas a Passagem Interna, como demonstrou seu uso na tempestuosa costa oeste da Ilha de Vancouver . Ela estava equipada com comunicações sem fio e iluminação elétrica completa.  Embora não fosse tão luxuoso quanto seus companheiros de frota servindo no noroeste do Pacífico, Sophia se sentia confortável o tempo todo, principalmente na primeira classe . Ela tinha uma sala de observação dianteira revestida de bordo, um salão social com piano para passageiros da primeira classe e uma sala de jantar com 112 lugares e grandes janelas para observação da paisagem costeira.
Princesa Sophia foi lançada em novembro de 1911 e concluída em 1912. Ela foi trazida ao redor do Cabo Horn pelo capitão Albert Adolphus Lindgren (1862–1916), que também trouxe dois outros navios costeiros CPR, SS Princess Adelaide e SS Princess May, vinda da Escócia pela mesma rota. Conforme construída, Sophia queimou carvão ; no entanto, o navio foi convertido para óleo combustível logo após a chegada à Colúmbia Britânica.  No momento de seu naufrágio, o capitão Leonard Locke (1852–1918) o comandou, com o capitão Jeremiah Shaw (1875–1918) como segundo em comando.

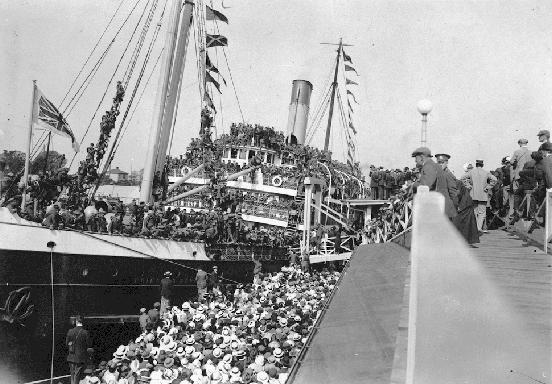
Princesa Sophia partindo de Victoria c. 1915 com tropas com destino à Grande Guerra

Na chegada, Sophia foi colocada na rota de Victoria para Prince Rupert. No verão seguinte, a RCP a designou para correr uma vez a cada duas semanas de Victoria a Skagway, no Alasca, alternando com a Princesa May e parando em Prince Rupert ao longo do caminho. Ocasionalmente Sophia era desviada para outras rotas, como uma excursão para Bellingham, Washington, Estados Unidos. Quando o Canadá entrou na Grande Guerra em 1914, a perturbação económica no início da guerra resultou num declínio acentuado dos negócios da frota CPR e vários navios, incluindo o Sophia, foram temporariamente retirados de serviço em novembro de 1914. Sophia e outras embarcações CPR transportaram tropas recrutadas para servir na Europa.
Em 12 de setembro de 1918, Sophia atingiu o navio patrulha pesqueira do Bureau of Fisheries dos Estados Unidos, USFS Auklet enquanto Auklet estava atracado em Juneau, Alasca . Auklet sofreu danos significativos em seu convés .
Em 23 de outubro de 1918, a princesa Sophia partiu de Skagway, Alasca, às 22h10, mais de três horas de atraso. Ela deveria parar em Juneau e Wrangell, Alasca, no dia seguinte; Ketchikan, Alasca, e Prince Rupert, em 25 de outubro; Alert Bay em 26 de outubro; e Vancouver em 27 de outubro. A bordo estavam 75 tripulantes e cerca de 268 passageiros, incluindo famílias de soldados servindo no exterior, mineiros e tripulações de veículos de popa que haviam encerrado as operações para o inverno. Cinquenta mulheres e crianças estavam na lista de passageiros, incluindo a esposa e os filhos do especulador de ouro John Beaton .
Quatro horas depois de deixar Skagway, enquanto seguia para o sul pelo Canal Lynn, Sophia encontrou neve pesada e ofuscante impulsionada por um vento forte e crescente de noroeste. O capitão Locke navegou pelo canal a toda velocidade, possivelmente na tentativa de ganhar tempo. Devido às condições de neve prevalecentes, a tripulação foi obrigada a usar o cálculo morto, soprando o apito do navio e fazendo cálculos quanto à sua localização dentro do canal, com base no tempo que o eco do apito levou para retornar. O navio tinha pelo menos 1 milha náutica (1,9 km; 1,2 mi) claro.

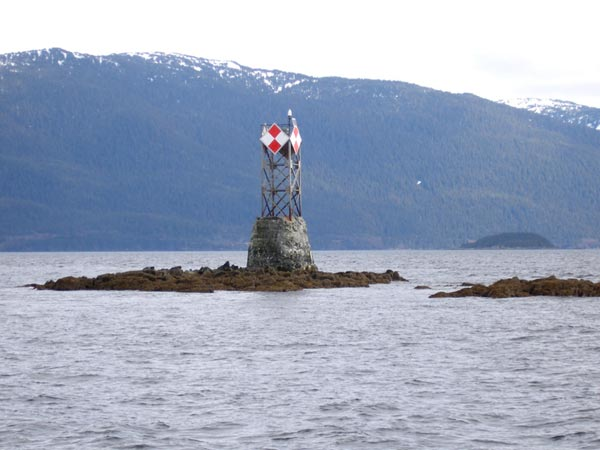
Após o naufrágio do Princess Sophia, um farol de navegação foi colocado e mantido no recife Vanderbilt

À frente de Sophia havia uma rocha chamada Recife Vanderbilt, a ponta de uma montanha subaquática que se elevava 1 000 pés (305 m) altura. do fundo do Canal Lynn. Na maré alta, a rocha pode ficar inundada ou quase invisível sob as ondas. Na maré baixa, parecia uma mesa baixa, com o ponto mais alto medindo 12 pés (3,7 m)   pés).  acima da água na maré extremamente baixa. Na época, o recife Vanderbilt estava na maré extremamente alta e apagado. O canal neste ponto tinha cerca de 6,5 milhas (10,5 km) de largura, mas a presença do recife estreitou o canal de navegação principal para 2,5 milhas (4,0 km) em seu lado leste.  Esta área, com águas profundas, correntes fortes, penhascos rochosos e fiordes estreitos, é perigosa para os navios. As marés regularmente aproximam os navios perigosamente da costa. Com mau tempo, os ventos no canal rapidamente se transformam em vendavais .

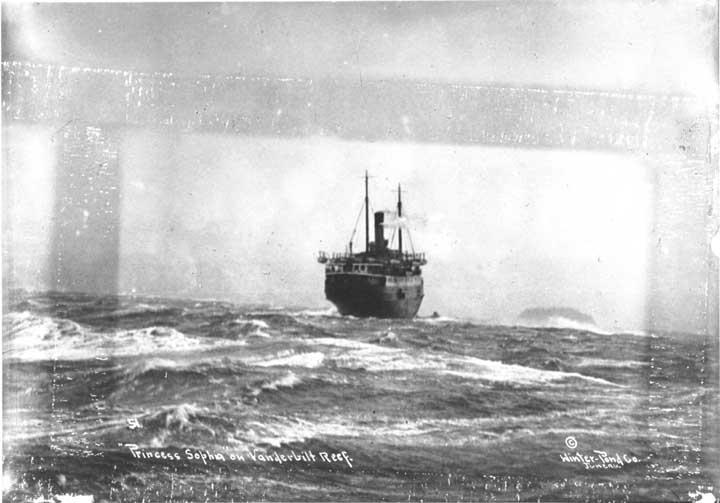
Princesa Sophia no recife Vanderbilt, quinta-feira, 24 de outubro de 1918. Esta fotografia deve ser comparada com a imagem colorida moderna da luz de advertência no recife Vanderbilt acima neste artigo. A mesma pequena ilha aparece ao longe em ambas as imagens

O próprio recife Vanderbilt estava marcado com uma bóia apagada, que obviamente seria invisível à noite. Havia um farol com pessoal na Ilha Sentinela a cerca de 4 milhas (6,4 km) ao sul. O posto de luz da Ilha Sentinela possuía uma área de água abrigada que servia para o cais da estação. A Princesa Sophia passou por outra estação de luz com pessoal em Eldred Rock, a Eldred Rock Light, 30 milhas ao sul de Skagway. Os guardiões de ambas as estações de luz mantinham registros meteorológicos, que mais tarde se tornaram úteis na reconstrução dos eventos dos dois dias seguintes. O cais da Ilha Sentinela foi usado como ponto de parada pelos navios que tentavam resgatar o Princesa Sofia em 24 e 25 de outubro de 1918.

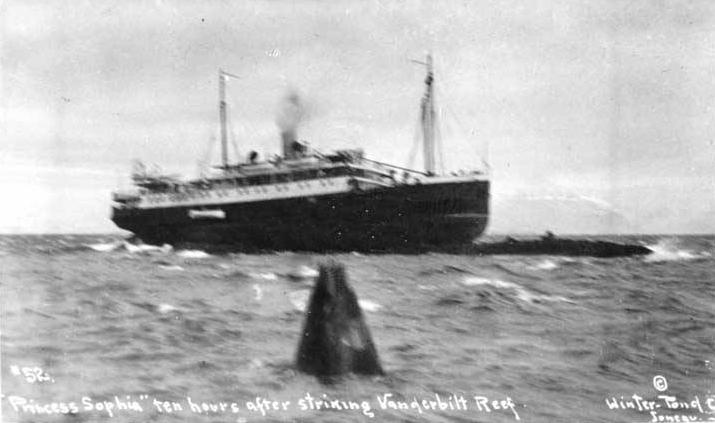
Princesa Sophia encalhou no recife Vanderbilt, em 24 de outubro de 1918, mostrando a bóia de navegação. Quando esta fotografia foi tirada, já haviam chegado embarcações de resgate suficientes para retirar todos os passageiros e tripulantes da Princesa Sophia.

Seguindo para o sul através do Canal Lynn, a Princesa Sophia derivou cerca de 1,25 milhas (2,01 km) fora do curso, e às 02:00 do dia 24 de outubro de 1918, a Princesa Sophia atingiu o solo com força no recife de Vanderbilt, 54 milhas (87 km) ao sul de Skagway. Uma carta posteriormente recuperada do corpo de um passageiro, o soldado Auris W. McQueen do Signal Corps, descreveu a cena a bordo logo após o encalhe: "Duas mulheres desmaiaram e uma delas vestiu um vestido de noite preto e não se preocupou com que a viu colocá-lo. Alguns dos homens também mantiveram os coletes salva-vidas por mais ou menos uma hora e pareciam pensar que não havia chance para nós.
A operadora sem fio do Princess Sophia enviou um pedido de socorro imediatamente. O wireless era fraco naquela época. O sinal de socorro não poderia ir muito além de Juneau. A mensagem, entretanto, chegou a Juneau e, às 2h15, o agente marítimo local da CPR foi acordado com a notícia. Ele imediatamente começou a organizar uma flotilha de resgate dos barcos no porto.

### Preso no recife
A maré alta ocorreu às 06h00 do dia 24 de outubro. O vento havia diminuído, mas a princesa Sophia ainda estava presa no recife . A maré baixa chegou por volta do meio-dia. O vento e as ondas forçaram a Princesa Sophia a subir ainda mais no recife, mas felizmente o casco duplo da embarcação não foi rompido. Na maré baixa, no recife, todo o casco do Princess Sophia estava completamente fora da água. O barômetro subia, o que indicava uma possível melhora no clima. Com a próxima maré alta às 16h e o mar tão agitado que qualquer evacuação seria perigosa, Locke optou por esperar para ver se conseguiria retirar o navio. Isto provou ser impossível. Sem um rebocador, ou mais provavelmente dois ou três rebocadores, a Princesa Sophia nunca poderia ser retirada do recife. Pior ainda, os passageiros não puderam ser evacuados do navio sem risco de vida. Na maré baixa, a Princesa Sophia foi cercada em ambos os lados por rochas expostas. Na maré alta, a rocha ficava inundada, mas as ondas eram tantas que um barco salva-vidas batia nas rochas enquanto as ondas subiam e desciam.

### Naufrágios semelhantes
Embora tenha havido muitos naufrágios e encalhes ao longo dos anos, e tenha sido raro o navio que não encalhou ou teve algum problema desta natureza, dois naufrágios teriam estado em primeiro lugar nas mentes do capitão Locke e seus oficiais, bem como outros capitães e oficiais superiores entre as embarcações de resgate, como os capitães Ledbetter da Cedar e Miller da King & Winge . Estes dois naufrágios, o do Clallam em 1904 e o do Princess May em 1910, mostraram bem o dilema enfrentado pelo Capitão Locke ao tomar a decisão de evacuar a Princesa Sophia .
Com bom tempo e mar calmo, em 5 de agosto de 1910, Princess May, outro navio a vapor CPR, encalhou na Ilha Sentinela, à vista do recife Vanderbilt. Todos a bordo foram evacuados para a estação de luz próxima, e a própria embarcação foi posteriormente removida da rocha com danos relativamente pequenos. Foi a Princesa May que o CPR despachou ao saber da suspensão da Princesa Sophia para pegar seus passageiros, que eles presumiam que seriam evacuados em breve. Embora o encalhe do Princess May tenha ocorrido no início de agosto, e não no final de outubro, ainda havia outros navios com o Princess Sophia encalhando e o navio encalhado parecia estar seguro.
O desastre de Clallam mostrou os perigos de uma evacuação prematura de pessoas de um navio para os botes salva-vidas. Clallam, um novo navio quando naufragou, foi afundado em uma tempestade no que deveria ter sido uma viagem normal através do Estreito de Juan de Fuca até Victoria, na Colúmbia Britânica. Clallam (168 pés, 657 toneladas), era um navio menor que o Sophia e construído em madeira. Como a Princesa Sophia, Clallam era movido por uma única hélice acionada por uma máquina a vapor composta. A caminho de Victoria em 8 de janeiro de 1904, Clallam, sob o comando do capitão George Roberts, encontrou condições climáticas severas. Por volta das 15h30 À tarde, com a água subindo a bordo aparentemente por uma vigia quebrada e procedimentos de bombeamento inadequados, Clallam parecia que iria afundar em breve. O capitão Roberts ordenou que os botes salva-vidas fossem baixados e neles colocassem principalmente mulheres e crianças. Todos os três barcos viraram ou não conseguiram lançar corretamente, afogando todas as 54 pessoas a bordo. Clallam permaneceu à tona por tempo suficiente para que as embarcações de resgate chegassem até ela e evacuassem as pessoas que ficaram a bordo.

### Decisão de não evacuar

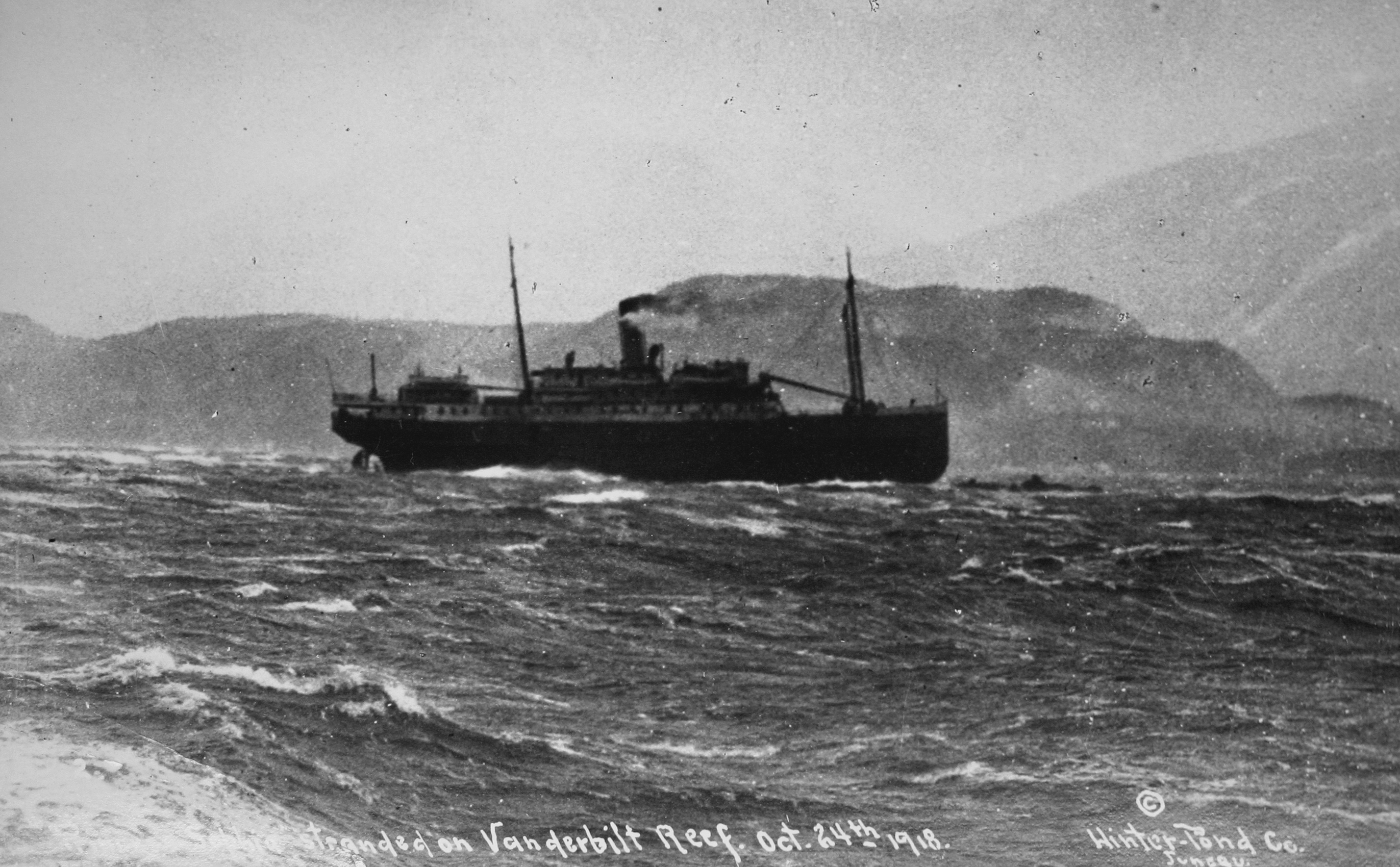
Princesa Sofia, 24 de outubro de 1918, provavelmente à tarde, olhando na direção nordeste. A força do vento pode ser avaliada pela forma como a coluna de fumaça sopra direto para o sul, saindo do funil

Locke alertou James Davis, capitão do navio pesqueiro Estebeth, que tentou e depois abandonou a tentativa de alcançar Sophia em um esquife . Davis atracou sua embarcação amarrando-se à bóia marcadora do recife Vanderbilt, que estava então a sotavento da Princesa Sophia e protegida das piores forças do tempo. O desespero da situação era óbvio para Davis e os outros capitães dos pequenos barcos presentes no local. A princesa Sophia foi seriamente danificada ao atingir o recife, com um buraco em sua proa por onde a água entrava e saía a uma taxa que Davis estimou em 200 ou 300 galões por minuto . Sem nenhuma maneira aparente de evacuar os passageiros, e a Princesa Sophia presa firmemente no recife, a única coisa que Davis e os outros barcos de resgate puderam fazer foi esperar para ver se o tempo seria moderado o suficiente para tentar uma evacuação. O capitão Locke, de Sophia, estava confiante o suficiente na segurança de seu próprio navio para dizer, via megafone, a Estebeth e Amy, que estavam sofrendo com o tempo, que Sophia estava segura e que deveriam se abrigar em um porto.
O capitão JW Ledbetter, comandante do serviço de faróis dos Estados Unidos USLHT Cedar, prestando serviço na Marinha dos Estados Unidos na Primeira Guerra Mundial como navio patrulha USS Cedar na época, não recebeu a notícia do encalhe até às 14h do dia 24 de outubro. Depois 66 milhas náuticas (120 km; 76 mi) de distância, Ledbetter entrou em contato sem fio com o Capitão Locke e partiu com sua nave para o resgate. Ledbetter perguntou ao capitão Locke se ele queria tentar evacuar alguns passageiros naquela noite. Locke disse a Ledbetter que o vento e a maré estavam muito fortes e que seria melhor que os navios de resgate ancorassem e esperassem até o amanhecer. Quando Ledbetter chegou às 20h00 do dia 24 de outubro, encontrou três embarcações de grande porte, incluindo a escuna de pesca King and Winge que havia chegado às 18h20 e cerca de quinze embarcações de pesca menores no local, chegando na noite do dia 24.
Enquanto isso, relatórios sem fio sobre o encalhe chegaram a James W. Troup, superintendente de operações de navios a vapor CPR em Victoria. Ele e outros funcionários do CPR inicialmente não ficaram muito alarmados. Parecia que os passageiros partiriam em breve e a questão seria encontrar alojamento para eles em terra.

### Problemas de comunicação
As comunicações por cabo para o Alasca foram perdidas em 21 de outubro de 1918 e, em parte como resultado disso, as operadoras sem fio tiveram que enfrentar uma enxurrada de mensagens, o que dificultou a transmissão de mensagens essenciais relacionadas ao encalhe da Princesa Sofia . Os esforços para eliminar o tráfego não essencial foram frustrados pelo carácter internacional da catástrofe. A notícia do encalhe só chegou a Cedar onze horas após o encalhe. Não está claro se isso ocorreu porque o Cedar estava fora de alcance ou porque os canais sem fio estavam congestionados com tráfego não essencial. O atraso foi lamentável, pois o Cedar era o maior navio para todas as condições climáticas da região, que poderia facilmente transportar todos os passageiros e tripulantes ' Princesa Sophia . Ninguém sabe o que Cedar poderia ter feito se tivesse sido alertada antes. O atraso poderia ter sido significativo, já que o aviso tardio para ele ainda foi bem lembrado 45 anos depois pelo capitão Ledbetter.   De todos os navios de resgate, apenas o Cedar tinha wireless, e o fato de ela não estar no local antes privou o esforço de resgate desse recurso, se não de outro.

### Trabalho de resgate começa na manhã desta sexta-feira
Ledbetter, tendo a única nave sem fio e, portanto, capaz de manter contato imediato com a Princesa Sophia, organizou o esforço de resgate. O plano de resgate, embora perigoso, e talvez até desesperado, era esperar até que a maré alta, às 17h, cobrisse o recife com pelo menos alguns metros de água. Esperava-se que isso fosse suficiente para lançar os barcos de Sophia e usá-los para levar as pessoas da Princesa Sophia aos navios de resgate. Cedar havia ancorado ao abrigo de uma ilha próxima para passar a noite. King e Winge, sob o comando do capitão JJ Miller, circularam a noite toda em torno do Princess Sophia, o único navio a fazê-lo. Na chegada, às 20h de quinta-feira, Ledbetter ordenou que holofotes apontassem para a princesa Sophia . O que ele viu o convenceu de que nenhum barco poderia ser lançado à água. As ondas quebravam com força contra o casco do navio a vapor preso e o vento aumentava. Enquanto isso, o navio encalhado permanecia firmemente preso nas rochas. Ledbetter, Miller e Locke concordaram que os passageiros estariam mais seguros a bordo do Princess Sophia e adiaram qualquer tentativa de retirá-los de barco.

### Ventos crescentes forçam abandono

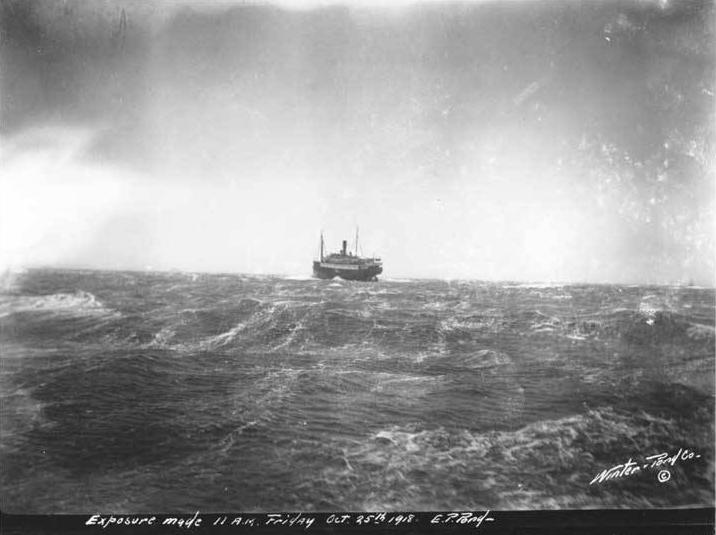
Princesa Sophia no recife Vanderbilt, 11h, 25 de outubro de 1918

Às 09h00 do dia 25 de outubro, o vento aumentava com força de vendaval. Ledbetter estava tendo dificuldades para manter Cedar na estação, e os barcos de resgate menores que correram em busca de abrigo na noite de 24 de outubro não conseguiram retornar ao recife. Ledbetter decidiu que tentaria ancorar Cedar a cerca de 500 jardas (460 m) na direção do vento do recife, atirar uma linha para a Princesa Sophia (possivelmente usando uma arma Lyle ), e depois evacuar os passageiros por meio de uma bóia de calções . Isto teria sido extremamente perigoso e seria improvável que mais de 300 pessoas pudessem ser removidas por este método, mas parecia ser a única coisa que poderia ser feita. Ledbetter tentou duas vezes lançar a âncora, mas em todas as vezes não conseguiu pegar o fundo. Locke percebeu que esse esforço estava falhando e comunicou a Ledbetter pelo rádio que não adiantava; teriam de esperar pela maré baixa, quando talvez as condições pudessem ser melhores. Não havia mais nada que pudesse ser feito.
As condições pioraram cada vez mais e, por volta das 13h do dia 25, tanto Cedar quanto King e Winge estavam tendo dificuldade para se manter na posição. Ledbetter comunicou-se com Locke pelo rádio e pediu-lhe permissão para se retirar para uma área mais protegida. Locke concordou. Cedar, King e Winge foram então para o sotavento da Ilha Sentinela, onde Miller, capitão de King e Winge, subiu a bordo do Cedar para discutir um plano de resgate com Ledbetter. Eles concordaram que King e Winge, que carregavam 350 braças (Predefinição:Convert/ft m) cabo de ancoragem, ancoraria próximo ao recife. Enquanto isso, Cedar ficaria a barlavento de King e Winge, criando um "sotavento", isto é, um local calmo (ou pelo menos mais calmo), bloqueando o vento com a maior parte do Cedar . Cedar então lançaria seus botes salva-vidas para buscar as pessoas da Princesa Sophia e transportá-las para King e Winge, eliminando assim a necessidade e os perigos de usar os barcos do navio encalhado. Este plano, no entanto, não poderia funcionar a menos que as condições meteorológicas melhorassem. Dado que a princesa Sophia havia resistido até agora a fortes pancadas e ainda permanecia fixada na rocha, Ledbetter e Miller sentiram que o melhor caminho era esperar o dia seguinte para tentar seu plano.

### Última chamada para assistência
No momento em que Miller estava desembarcando de Cedar para retornar a King and Winge, às 16h50 do dia 25 de outubro, a Princesa Sophia enviou uma mensagem sem fio: "Navio afundando no recife. Venha imediatamente." Ledbetter preparou-se imediatamente para navegar até o recife. Ele sinalizou para Miller sobre King e Winge para segui-lo com dois toques de apito, mas Miller a princípio não entendeu o sinal. Ledbetter então dirigiu Cedar ao lado de King e Winge e gritou para Miller: "Vou lá para tentar localizá-lo. Se a neve desaparecer, você sai e me substitui." Miller respondeu: “Vou lhe dar uma hora para encontrá-los”.
Uma das últimas mensagens de socorro, às 17h20, da operadora wireless David Robinson, dizia: “Pelo amor de Deus, rápido, a água está entrando no meu quarto”. Ciente de que a princesa Sophia tinha baterias sem fio fracas, Cedar telegrafou ao passageiro: "Estamos chegando. Economize suas baterias." A operadora ' Princesa Sophia respondeu pelo rádio: "Tudo bem, vou. Fale comigo para que eu saiba que você está vindo." Esta foi a última mensagem sem fio da Princesa Sophia .

### Procure na tempestade
Cedar deixou o porto protegido na Ilha Sentinela e foi imediatamente atingido pelo vento e pela neve. As condições eram tão ruins que 500 jardas (460 m) do farol não se avistava a luz da estação e não se ouvia a buzina de nevoeiro . Por 30 minutos, Cedar moveu-se lentamente em direção ao recife Vanderbilt. A água verde estava quebrando na proa do Cedar . Sem saber exatamente onde estava, o próprio navio de resgate corria extremo perigo de colidir com o recife. O inspetor-chefe do distrito de serviço do farol estava a bordo do Cedar na época. Ele conversou com Ledbetter e eles concordaram que, com a própria Cedar em perigo, e nada sendo encontrado nas condições, a única coisa que poderia ser feita era correr em busca de abrigo. Ledbetter virou Cedar de volta para a Ilha Sentinela. Incapaz de ver nada, ele fez soar a sirene de nevoeiro. Na Ilha Sentinela, o Capitão Miller em King e Winge ouviu os toques da buzina de nevoeiro ' Cedar e soou  sua própria para guiá-los.
David Leverton, do Museu Marítimo da Colúmbia Britânica, disse à CBC que o barômetro do capitão previa uma melhora no tempo e sugeriu aos socorristas que tentassem no dia seguinte. “Eles tinham sete navios de resgate diferentes prontos para socorrer o navio caso ele afundasse no recife. Mas o que acabou acontecendo foi que ele se acomodou no recife” até aproximadamente às 17h. quando foi retirado do recife.

### Perda do navio
Sem sobreviventes e sem testemunhas do naufrágio real, o que aconteceu com a Princesa Sophia para expulsá-la do recife é uma questão de reconstrução a partir das evidências e conjecturas disponíveis. Com base nas evidências, parece que a tempestade, soprando do norte, elevou os níveis da água no recife muito mais do que anteriormente, fazendo com que o navio voltasse a flutuar, mas apenas parcialmente. A proa do navio permaneceu no recife, e a força do vento e das ondas girou o navio quase completamente e o arrastou para fora do recife. Arrastar a rocha arrancou o fundo do navio, então, quando ele alcançou águas mais profundas perto da bóia de navegação, ele afundou. Este processo, com base nas evidências, parece ter demorado cerca de uma hora.
Parece não ter havido tempo para uma evacuação organizada. Muitas pessoas usavam coletes salva-vidas e dois botes salva-vidas de madeira flutuaram (os oito botes salva-vidas de aço afundaram). Cerca de 100 pessoas ainda estavam em suas cabines quando o navio afundou. É difícil saber por que, se o navio demorou meia hora para afundar, tantas pessoas estavam abaixo do convés, mas pode haver vários motivos. Acreditava-se que a água do mar invadiu o navio, a caldeira explodiu, deformando o convés e matando muitas pessoas, mas os mergulhadores dos destroços encontraram as três caldeiras intactas. O óleo combustível foi derramado na água, sufocando as pessoas que tentavam fugir nadando. Sophia foi equipada com dispositivos de flutuação extras, com base na teoria de que as pessoas poderiam agarrar-se a eles na água aguardando o resgate. Estes eram inúteis, pois a água fria do mar mataria um nadador muito antes de o resgate chegar.

### Naufrágio localizado

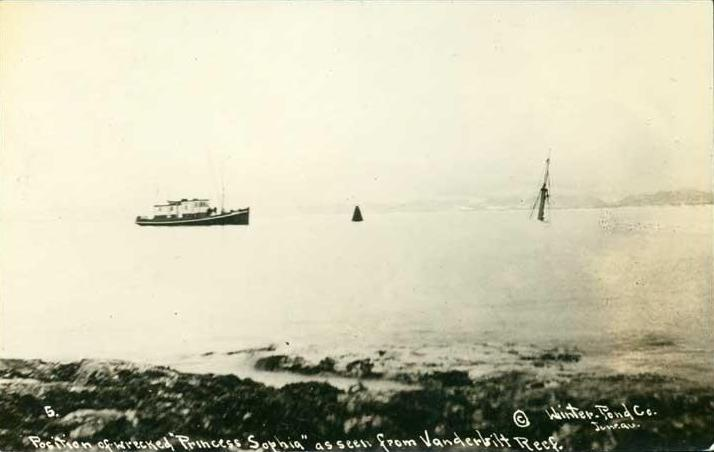
Naufrágio da Princesa Sophia

Na manhã seguinte, 26 de outubro, ainda nevava, mas o vento havia diminuído um pouco. Cedar, King e Winge e outras embarcações de resgate retornaram ao recife. Apenas o mastro de proa da Princesa Sophia permaneceu acima da água. As embarcações de resgate navegaram por três horas em busca de sobreviventes. Eles encontraram corpos, mas nenhuma pessoa viva. King e Winge levaram os corpos para Juneau. Cedar também voltou para Juneau.   Quando ele chegou, o capitão Ledbetter enviou um telegrama que dizia: "Nenhum sinal de vida. Nenhuma esperança de sobreviventes."
Quando os relógios dos corpos na água foram examinados, constatou-se que eles pararam às 5h50. pm O único sobrevivente do naufrágio foi um cão setter inglês encontrado em Auke Bay, nos arredores de Juneau.

### Rescaldo do naufrágio
Durante meses após o naufrágio, os corpos foram levados até 50 quilômetros ao norte e ao sul do recife Vanderbilt. Também foram encontrados destroços e pertences dos passageiros, incluindo brinquedos das crianças que morreram no navio. Muitos dos corpos eram dificilmente reconhecíveis como restos humanos, estando cobertos por uma espessa camada de óleo. Entre os mortos estava Walter Harper, a primeira pessoa a chegar ao cume do Denali, a montanha mais alta da América do Norte. A maioria dos corpos recuperados foi levada para Juneau, onde muitos cidadãos locais se ofereceram como voluntários para ajudar a identificar os restos mortais e prepará-los para o enterro. Os corpos tiveram que ser esfregados com gasolina para remover o óleo. Equipes de mulheres preparavam os corpos femininos e equipes de homens cuidavam dos homens. Os voluntários foram particularmente afetados pelos corpos das crianças. Mergulhadores no local do naufrágio recuperaram cerca de 100 corpos. Muitos ficaram flutuando em cabines durante meses após o naufrágio. As famílias dos passageiros moveram ações legais contra a Canadian Pacific, mas estas falharam.

### Avaliação da decisão de não evacuar
Muitas pessoas acreditaram que a decisão de não evacuar o navio foi um grave erro do Capitão Locke, e que a maioria ou mesmo todos os passageiros poderiam ter sido salvos. O Ministério da Marinha chegou a uma conclusão semelhante em 1919, depois de ouvir as provas de testemunhas em primeira mão. Mais tarde, os tribunais decidiram que, certo ou errado, a decisão estava dentro da faixa razoável de julgamento do capitão. O capitão Ledbetter do Cedar afirmou que, em sua opinião, nunca viu condições que permitissem a evacuação do navio, mas teve o cuidado, mesmo quase 50 anos depois, de afirmar que isso era o máximo que ele sabia desde quando chegou a no recife, que foi às 20h00 do dia 24 de Outubro. Já às 10h20 do dia 24 de outubro havia embarcações de resgate suficientes no recife para acomodar todas as pessoas do Princess Sophia, e faltariam quatro ou cinco horas até que o vento começasse a aumentar. Além disso, a Princesa Sofia tinha oito botes salva-vidas construídos em aço, não em madeira, o que presumivelmente teria funcionado melhor em rochas lavadas pelas ondas. Por outro lado, o capitão Locke não poderia imaginar que o tempo iria piorar e parecia haver sinais de que iria melhorar. Os historiadores Coates e Morrison especulam que a memória do naufrágio do Clallam, quando todos nos botes salva-vidas morreram após o abandono prematuro do navio, pode ter desempenhado um papel na decisão de Locke.

### Cartas recuperadas dos passageiros perdidos
Os passageiros e a tripulação do Princess Sophia perceberam o extremo perigo. Muitos escreveram cartas para entes queridos. Pelo menos dois deles foram recuperados posteriormente. A carta de John R. "Jack" Maskell, encontrada em seu corpo, foi amplamente impressa nos jornais da época:

Naufragou na costa do Alasca

S.S. Princess Sophia

24 de Outubro, 1918

Minha querida,

Estou escrevendo isto, minha querida menina, enquanto o barco está em grave perigo.  Ontem à noite batemos numa rocha que derrubou muitos dos seus beliches, as mulheres saíram correndo em trajes de noite, algumas choravam, outras fracas demais para se moverem, mas os botes salva-vidas foram balançados com toda a prontidão, mas devido à tempestade seria uma loucura lançá-los até que não houvesse esperança para o navio.  Os navios vizinhos foram notificados por rádio e em três horas o primeiro navio a vapor chegou, mas não consegue se aproximar devido à tempestade e ao recife em que estamos.  Existem agora sete navios próximos.  Quando a maré baixou, dois terços do barco estavam altos e secos.  Esperamos que as luzes se apaguem a qualquer momento, assim como os incêndios.  O barco pode se despedaçar, pois a força das ondas é terrível, fazendo barulhos horríveis na lateral do barco, que tem bastante inclinação para bombordo.  Ninguém tem permissão para dormir, mas acredite, querida Dorrie, poderia ter sido muito pior.  Acabei de ouvir que um grande navio está chegando.  Atingimos o recife durante uma terrível tempestade de neve.  Há uma grande bóia perto marcando o perigo, mas o capitão deveria ir para bombordo em vez de estibordo da bóia.  Fiz meu testamento esta manhã, deixando tudo para você, meu verdadeiro amor e quero que você dê £ 100 para minha querida mãe, £ 100 para meu querido pai, £ 100 para meu querido Jack e o saldo de meus bens ( cerca de £300) para você, querida Dorrie.  O Eagle Lodge cuidará dos meus restos mortais.

In danger at Sea.

Princess Sophia

24 de Outubro de 1918

A quem possa interessar:

Se alguma coisa acontecer comigo, avise, avise Eagle Lodge, Dawson.  Meus seguros, finanças e propriedades, deixo para minha esposa (que seria) Srta. Dorothy Burgess,
37 Smart St., Longsight, Manchester, England.

J. Maskell
Jack Maskell foi enterrado no cemitério Mountain View de Vancouver, entre 66 outras vítimas da tragédia da princesa Sophia . A maioria fica perto da East 41st Avenue e Prince Edward Street, na seção Jones 37.

## Linha do tempo

### Quarta-feira, 23 de outubro de 1918
- 08:15 A neve começa a cair na Sentinel Island Light Station ("LS"), 58 milhas ao sul de Skagway; continua caindo até às 06h50 do dia 24 de outubro.[10]
- 11h10 A neve começa a cair em Eldred Rock LS, 30 milhas ao sul de Skagway, e continua caindo até as 06h00 do dia 24 de outubro.
- 16h33 Pôr do sol (em Juneau); o crepúsculo começa[27]
- 17:14 Termina o crepúsculo (em Juneau); a noite começa
- 19:01 Nascer da Lua ( fase : minguante gibosa (79% do disco visível da Lua iluminado))
- 22:00 Princesa Sophia parte de Skagway, com o capitão Locke no comando.
- 23h00 Sophia passa por Battery Point, 25 quilômetros ao sul de Skagway; o tempo piora, com rajadas de vento de 80 quilômetros por hora.

### Quinta-feira, 24 de outubro de 1918
- 02:10 Princesa Sophia fica no recife Vanderbilt, 54 milhas ao sul de Skagway e 45 milhas ao norte de Juneau.
- 02:15 A notícia de encalhe chega a Juneau por meio de um pedido de socorro sem fio.
- 06:00 Maré alta no recife Vanderbilt; O casco de Sophia bate nas rochas; a tempestade diminui, mas o navio não consegue se libertar; chega o primeiro navio de resgate; a queda de neve para em Eldred Rock LS, 39 quilômetros ao norte do recife de Vanderbilt; o tempo permanece claro nesta estação de luz até às 13:00.
- 06:12 Começa o crepúsculo do amanhecer
- 06:50 A queda de neve para em Sentinel Island LS, 6,4 quilômetros ao sul do recife Vanderbilt; o tempo permanece claro nesta estação de luz até às 12h10.
- 06:53 Nascer do sol
- 09:00 O barco portuário americano Peterson chega ao recife Vanderbilt.
- 10:00 O barco postal Estebeth chega ao recife Vanderbilt.
- 10h20 Amy chega ao recife Vanderbilt; as embarcações de resgate no local agora têm capacidade para retirar pelo menos 385 pessoas, mais do que as que estão a bordo do Sophia .
- 12h00 Maré baixa no recife Vanderbilt
- 12h10 A neve começa a cair novamente em Sentinel Rock LS, continua caindo até as 03h40 de domingo, 27 de outubro.
- 13:00 A neve começa a cair novamente em Eldred Rock LS, continua caindo até as 08:00 do dia 27 de outubro.
- 14:00 Mensagem sem fio de Juneau alerta o capitão John Ledbetter, sobre o farol Cedar, então 66 milhas ao sul do recife Vanderbilt; Cedar segue imediatamente para Vanderbilt Reef, chega seis horas depois, às 20h.
- 15:00 O vento começa a aumentar no recife de Vanderbilt[10]
- 15h30 O ferryboat Lone Fisherman chega à Ilha Sentinela (não segue para o recife).
- 16h00 Maré alta no recife Vanderbilt; Sophia não consegue se libertar; as condições do mar estão agitadas e as ondas batem no casco conforme a maré sobe; quando Sophia não está muito danificada, o capitão Locke aconselha Amy e Estebeth a procurar um porto; eles fazem; Sitka chega ao recife.
- 16h30 Pôr do sol
- 17:11 O crepúsculo termina; a noite começa
- 18h20 King e Winge chegam ao recife, permanecem na estação até as 13h do dia 25 de outubro.
- 19:00 Elsinore chega ao recife.
- 20:00 Cedro chega ao recife. A comunicação sem fio agora é possível entre as embarcações de resgate no local e o Sophia .
- 20:15 Nascer da Lua ( fase : minguante gibosa (69% do disco visível da Lua iluminado))
- 20:30 A luz e o calor perdidos em Sophia fazem com que King e Winge acreditem temporariamente que o navio afundou. A perda de energia causa perda de comunicações sem fio.[28]
- 19:00 Cedar parte do recife Vanderbilt.
- 23:30 <i id="mwAkY">Princesa Alice</i> parte de Vancouver, BC com destino a Juneau para pegar passageiros que deverão ser evacuados de Sophia .

### Sexta-feira, 25 de outubro de 1918
- 04:35 Cedar retorna ao recife Vanderbilt; King e Winge estiveram lá a noite toda. Esforço de resgate adiado devido às condições do mar.
- 06:14 Primeira luz do amanhecer
- 06:55 Nascer do sol
- 08:00 Energia elétrica e aquecimento a vapor restaurados no Sophia ; comunicação sem fio possível novamente.
- 09:00 Cedar tenta ancorar e evacuar passageiros por meio de bóia de calção . A tentativa de ancoragem falha.
- 10:00 Locke manda um rádio para Ledbetter e diz a ele para abandonar a tentativa de ancorar e esperar até a próxima maré baixa.
- 13:00 A piora das condições climáticas força Cedar, King e Winge a deixar o recife, após receberem primeiro consentimento de Locke.
- 13:45 Cedar, King e Winge alcançam águas relativamente protegidas a sotavento da Ilha Sentinela . As exaustas operadoras sem fio de Cedar e Sophia concordam em não se comunicar antes das 16h30 para terem tempo de descansar.
- 16h47 Pôr do sol
- 16:50 Sophia transmite rádio a Cedar : "Navio afundando no recife. Venha imediatamente." Cedar segue para a área do recife Vanderbilt, mas não consegue localizar a embarcação.
- 17:09 Fim do crepúsculo; a noite começa
- 17h20 Última mensagem sem fio de Sophia
- 17:50 A maioria dos relógios recuperados das vítimas de Sophia param. Presume-se que a esta altura o Sophia já tenha afundado e as vítimas foram forçadas a entrar na água. Ninguém a bordo sobrevive.

### Sábado, 26 de outubro de 1918
- 06:16 Primeira luz do amanhecer
- 06:58 Nascer do sol
- 07:21 Cedar sai da Ilha Sentinela para retornar ao recife para pesquisar.
- 08:30 Cedar chega ao recife e vê apenas o mastro de proa do Sophia acima da água no lado sul do recife.